# Passiflora compar
Passiflora compar är en passionsblomsväxtart som beskrevs av Feuillet. Passiflora compar ingår i släktet passionsblommor, och familjen passionsblomsväxter. Inga underarter finns listade i Catalogue of Life.